# Senesino

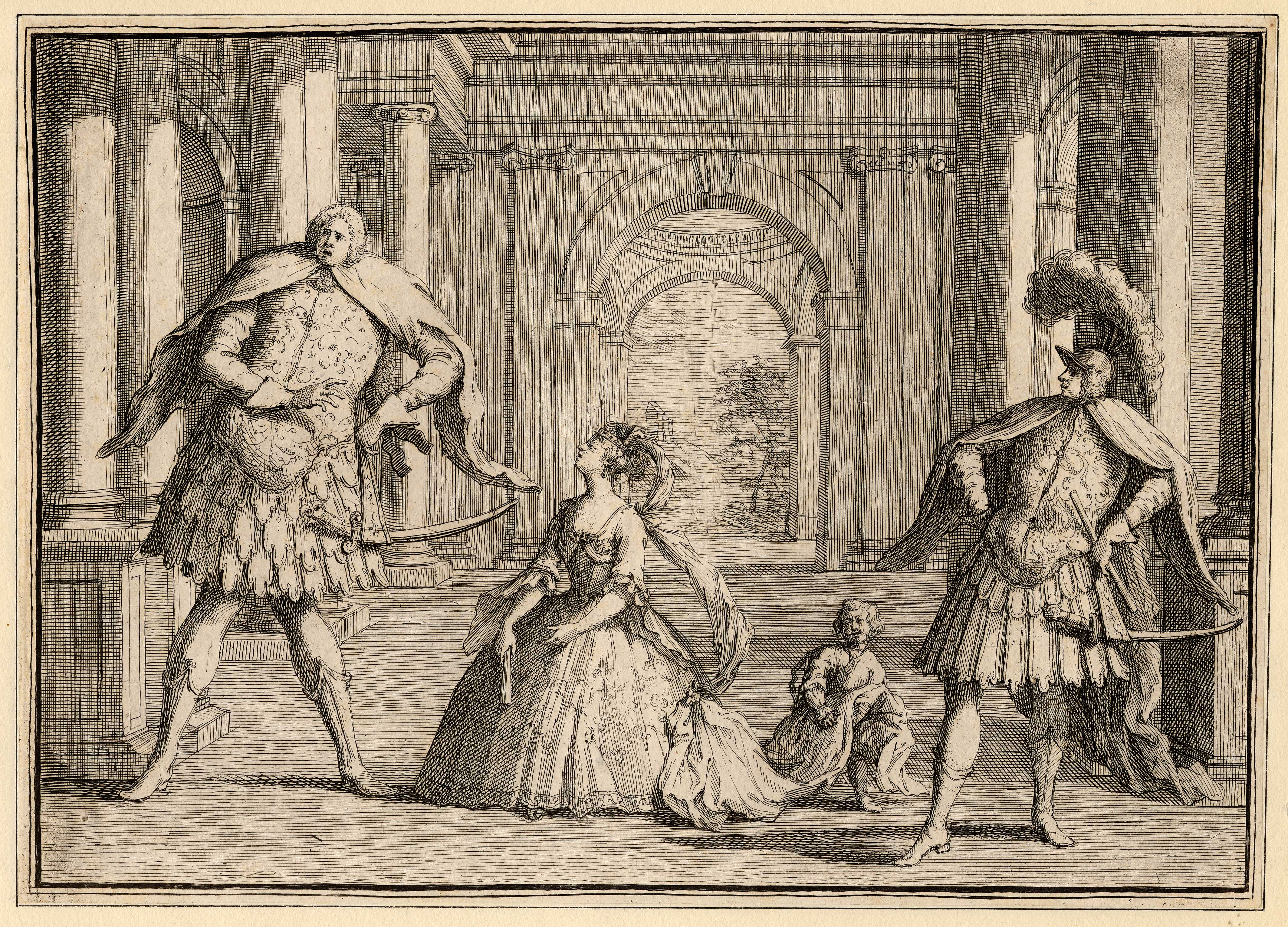
Gravat amb una caricatura de Senesino i Francesca Cuzzoni

Francesco Bernardi (31 d'octubre de 1686 - 27 de novembre de 1758), més conegut com a Senesino, va ser un dels castrati més importants de la història de la música. Va ser un dels cantants predilectes de Händel.
La seva tessitura de contralt i les seves magnífiques floritures provocaven l'admiració del públic. Es diu que la seva veu podia ser clara i aguda encara que emocionava amb el seu bell clarobscur en les notes més greus. Els seus gairebé dos metres feien que Senesino fos un intèrpret perfecte en els papers d'heroi. Entre els castrati és molt conegut perquè el 20 de febrer de 1724 va estrenar l'òpera Giulio Cesare de Händel al costat de Francesca Cuzzoni.